# Zahlungsverkehr und Rechnungswesen des Bundes
Zahlungsverkehr und Rechnungswesen des Bundes (ZRB) ist eine Abteilung der Generalzolldirektion. Sie bündelt das Zentrale Finanzwesen des Bundes (ZFB) und der Bundeskasse. Die Fachaufsicht obliegt dem Bundesministerium der Finanzen.
Das ZRB hat den Auftrag, den Vollzug des Bundeshaushalts und die Erstellung der Rechnungslegung für die Bundesrepublik Deutschland sicherzustellen. Das Zentrale Finanzwesen des Bundes (ZFB) ist dabei für die IT-Systeme der Haushaltverfahren, die Kassenaufsicht und das Zentralkonto des Bundes bei der Deutschen Bundesbank zuständig. Das Aufgabengebiet der Bundeskasse umfasst die Durchführung von Zahlungen, die Annahme von Einzahlungen sowie die Buchführung nach der Bundeshaushaltsordnung (BHO).
Bis Oktober 2019 wurden die Aufgaben des ZFB vom Kompetenzzentrum für das Kassen und Rechnungswesen des Bundes (KKR) erledigt, das in das jetzige ZFB überführt wurde.